# Gary Conway
Gary Conway (* 4. Februar 1936 in Boston, Massachusetts als Gareth Monello Carmody) ist ein US-amerikanischer Schauspieler und Drehbuchautor. Bekanntheit erlangte er in der Hauptrolle des Captain Steve Burton in der Science-Fiction-Fernsehserie Planet der Giganten.

## Leben
Conway gab sein Filmdebüt 1957 im Alter von 21 Jahren als titelgebendes Filmmonster im Horrorfilm I Was a Teenage Frankenstein, gefolgt vom Horrorfilm Der Satan mit den tausend Masken im Jahr 1958. Neben seinen Filmauftritten war er vor allem als Gast in zahlreichen Fernsehserien zu sehen. So wirkte er 1960 in drei Episoden von New Orleans, Bourbon Street mit.
Zwischen 1963 und 1965 verkörperte Conway die Rolle des Detective Tim Tilson in der Krimiserie Amos Burke. Anschließend war er von 1968 bis 1970 in der Hauptrolle des Raumschiff-Kommandanten Captain Steve Burton in der Science-Fiction-Serie Planet der Giganten zu sehen. 1973 spielte er das Mordopfer im Columbo-Krimi Wein ist dicker als Blut an der Seite seines Filmbruders Donald Pleasence.
Zu den späteren Filmauftritten in Gary Conways Karriere zählen das 1975 erschienene Drama Einmal ist nicht genug an der Seite von Kirk Douglas sowie seine Rolle als Leo „The Lion“ Burke im Actionfilm American Fighter II – Der Auftrag, für den er auch das Drehbuch verfasste.
Gary Conway ist seit 1957 mit der ehemaligen Miss America Marian McKnight verheiratet, die er bei einem Studium für Kunst an der University of California, Los Angeles kennengelernt hatte. Das Paar hat zwei gemeinsame Kinder, die ebenfalls im Filmgeschäft tätig sind.

## Filmografie (Auswahl)
- 1957: Frankensteins Tod (I Was a Teenage Frankenstein)
- 1958: Der Satan mit den tausend Masken (How to Make a Monster)
- 1960: New Orleans, Bourbon Street (Bourbon Street Beat; Fernsehserie, drei Folgen)
- 1960–1961: Hawaiian Eye (Fernsehserie, drei Folgen)
- 1962: Young Guns of Texas
- 1963–1965: Amos Burke (Burke’s Law; Fernsehserie, 64 Folgen)
- 1968–1970: Planet der Giganten (Land of the Giants; Fernsehserie, 51 Folgen)
- 1972: Visum für die Hölle (Black Gunn)
- 1972: The Judge and Jake Wyler (Fernsehfilm)
- 1973: Columbo: Wein ist dicker als Blut (Any Old Port in a Storm; Fernsehfilm)
- 1975: Einmal ist nicht genug (Jacqueline Susann’s Once Is Not Enough)
- 1977: The Farmer
- 1987: American Fighter II – Der Auftrag (American Ninja 2: The Confrontation)
- 1989: Crime Task Force (Liberty & Bash)
- 2000: Woman’s Story